# Parabangalaia flavosignata
Parabangalaia flavosignata là một loài bọ cánh cứng trong họ Cerambycidae.